# Trimezia organensis
Trimezia organensis är en irisväxtart som beskrevs av Pierfelice Ravenna. Trimezia organensis ingår i släktet Trimezia och familjen irisväxter. Inga underarter finns listade i Catalogue of Life.